# Anthidium oblongatum
Anthidium oblongatum är en art i överfamiljen bin och familjen buksamlarbin. 

## Utseende
Huvudet är svart med undantag av de gula mundelarna och två gula streck i nacken, mellankroppen mörkbrun, och bakkroppen med svart grundfärg och gula teckningar. Hos honan har de karaktären av två tvärstreck på varje tergit (bakkroppssegment) med ett mellanrum i mitten; hos hanen är de mer variabla, och kan eventuellt helt saknas. Benen är rödaktiga hos honan, gulaktiga hos hanen. För ovanlighetens skull bland buksamlarbina är honan mindre, 8 till 10 mm, mot hanens 9 till 13 mm.

## Ekologi
Anthidium oblongatum förekommer i torra och varma habitat som ogödslade gräsmarker, vingårdar, sandmarker i inlandet, sluttningar som vallar och bergssidor, murar, stengärdsgårdar och outnyttjad mark (ruderat). Flygperioden varar från mitten av maj till mitten av oktober, och biet besöker blommande växter från fetbladsväxternas, ärtväxternas och resedaväxternas familjer.

### Fortplantning

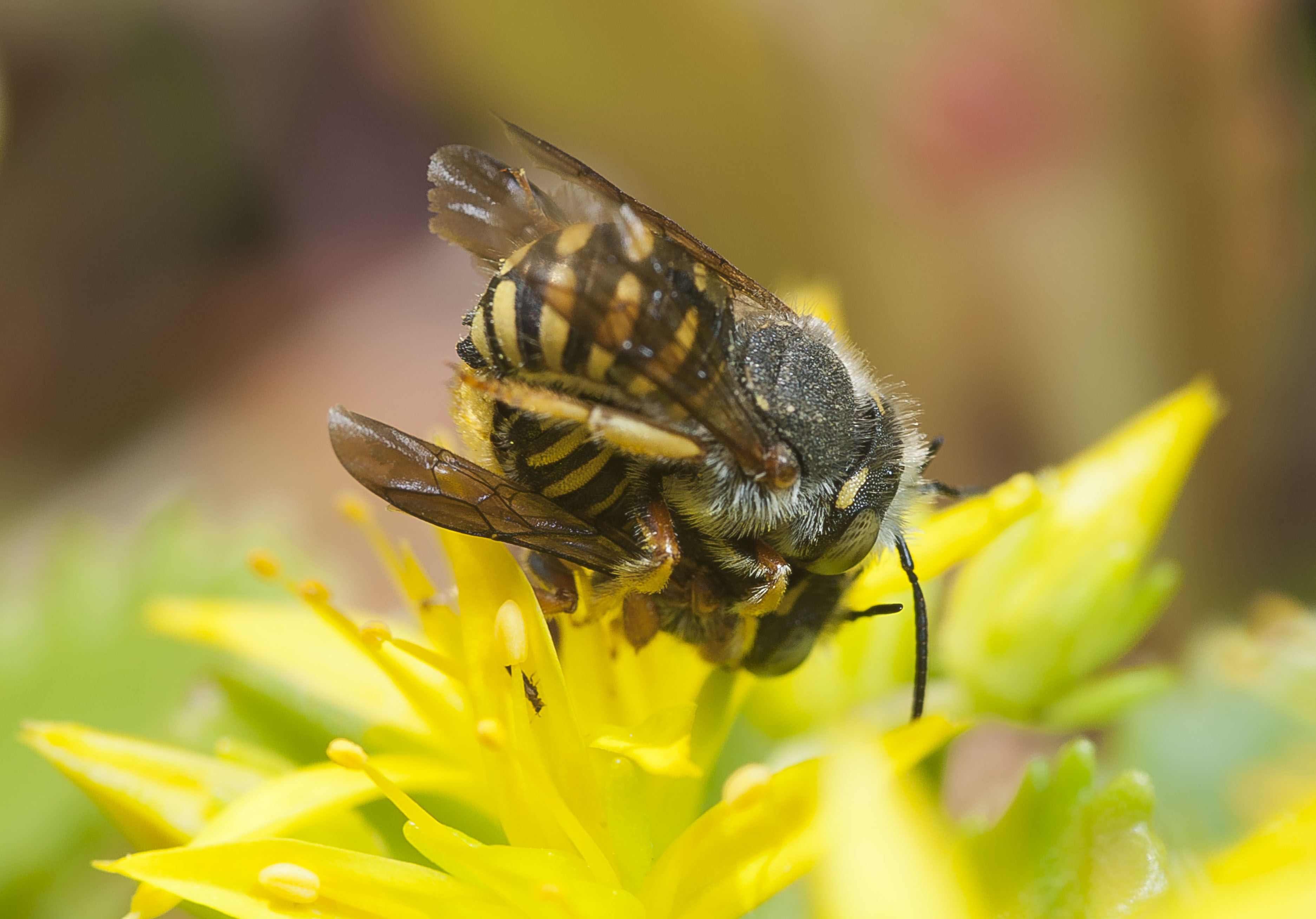
Två bin under parning

Honan bygger bon med åtta larvceller i varje i områden som jord- och bergssprickor, mellanrum i murar och möjligtvis även i ihåliga växtstjälkar. Bona fodras med växthår. Övervintringen sker som vilolarv i den färdiga puppkokongen. Bona kan parasiteras av pansarbiet bandpansarbi, guldsteklarna solguldstekel och eventuellt även Chrysis marginata vars larver dödar ägget eller larven och lever på det insamlade matförrådet.

## Utbredning
I Europa finns arten i Syd- och Mellaneuropa upp till 52°N; vidare finns den i Nordafrika och österut till Turkmenistan. Arten har även introducerats i Nordamerika; flera fynd har gjorts i norra till nordöstra USA och sydöstra Kanada (Ontario).